# 黃條繡隆頭魚
黃條繡隆頭魚，為輻鰭魚綱鱸形目隆頭魚亞目隆頭魚科的其中一種，分布於澳洲南部及塔斯馬尼亞海域，棲息深度可達40公尺，體長可達23公分，棲息在海草生長的礁石區，生活習性不明。